# Armand Martial
Armand Martial, nacido en 1884 en París y fallecido en 1960 en la misma ciudad, fue un escultor francés. Ganador del Premio de Roma en 1913.

## Datos biográficos
Nacido en París en 1884.
Fue alumno de la École nationale supérieure des beaux-arts de su ciudad natal.
En 1913, con 27 años resultó ganador del prestigioso Premio de Roma es escultura, con el relieve de yeso titulado Cantantes bucólicos (del francés: Chanteurs bucoliques). Lo que le permitía permanecer en la capital italiana pensionado, asistiendo a los cursos de la Academia de Francia en Roma.
Armand Martial, realizó su ingreso en la Villa Médici de Roma en 1914, durante la Primera Guerra Mundial, allí resultó gravemente herido ese mismo año.
Padre de Cecile Martial que siguió sus pasos artísticos y de la que fue maestro en la École nationale supérieure des beaux-arts.
Hacia 1936, preparó en madera una réplica en tamaño natural del monumento ecuestre del Rey Alberto de Bélgica. Se trataba de mostrar a los parisinos el efecto de la escultura antes de ser fundida en metal. La estatua fue erigida en bronce en 1938 en el Cours la Reine , junto a la Plaza de la Concordia de París y se salvó de ser fundida durante la Ocupación de París por los nazis en la 2.ª Guerra Mundial, cosa que no ocurrió con muchos otros monumentos de los que sólo quedó el pedestal.
Participó en una Exposición colonial, presentando tres esculturas de las alegorías de los continentes. Estas esculturas fueron instaladas tras la 2.ª Guerra Mundial en la fachada principal del edificio del Aeropuerto de Le Bourget, sustituyendo a una serie de escudos.
En 1951 ocupó el Sillón n.º 5 de la sección de Escultura como miembro de la Academia de Bellas Artes en París.
Falleció en 1960, y su puesto en la academia fue ocupado entonces por Alfred Auguste Janniot.Para la ocasión el mismo Albert Janniot, presentó un texto titulado "Noticia sobre la vida y los trabajos de Armand Martial: 1994-1960".

## Obras
Entre las mejores y más conocidas obras de Armand Martial se incluyen las siguientes:
- Cantantes bucólicos (del francés: Chanteurs bucoliques), 1913, Relieve de yeso.[1] conservado en la ENSBA
- Leda y el cisne , Estatuilla en bronce[7]
- Monumento a los muertos, 1924, a la izquierda del hall del ayuntamiento del distrito 10 de París[8]
- Alegoría de un continente  y dos estatuas monumentales más . Colocadas en vertical una sobre otra, en la fachada principal del antiguo Aeropuerto de Le Bourget de París . En la década de 1940 sustituyeron a unos blasones que resultaban anticuados  (enlace roto disponible en Internet Archive; véase el [//web.archive.org/web/*/http://www.mae.org/index.php?eID=tx_cms_showpic&file=uploads%2Fpics%2Ffacade-museedelair.jpg&width=800&height=600m&bodyTag=%3Cbody%20style%3D%22margin%3A0%3B%20background%3A%23fff%3B%22%3E&wrap=%3Ca%20href%3D%22javascript%3Aclose%28%29%3B%22%3E%20%7C%20%3C%2Fa%3E&md5=04ae14ed61d8e047f878853e2bcf1481 historial, la primera versión y la última).. Las estatuas habían estado expuestas en la Exposición Colonial.[9] Desde 1973, convertido en el Museo del Aire y del Espacio de Francia[10]
- sin título, torso de mujer, bronce, 52 cm de altura[11]
- Monumento de Alberto I de Bélgica, París